# Amiral Makarov
Pour les articles homonymes, voir Amiral Makarov (homonymie).
L’Amiral Makarov (orthographié Makaroff dans la presse française de l'époque) en russe : Адмирал Макаров, est un croiseur cuirassé en service dans la Marine impériale de Russie de 1906 à 1917, et dans la Marine soviétique de 1917 à 1922. Il appartient à la classe Bayan. Ses sister-ships sont le Pallada, le Bayan et le Bayan II. Il devait son nom au vice-amiral Makarov.

## Service
Le navire est bâti en France et lancé le 25 avril 1906.
Après le séisme à Messine de 1908, l’Amiral Makarov porte secours à la population sinistrée. Au cours de la Première Guerre mondiale, il prend part à la défense du golfe de Riga. Il participe notamment à la bataille de l'île de Gotland de juillet 1915 et à celle du détroit de Muhu en 1916 contre des bâtiments de la Marine impériale allemande. En octobre 1917, il est mis hors service.
Le 21 novembre 1925, il est rayé de la liste des effectifs de la Marine soviétique.

## Source
- (ru) Cet article est partiellement ou en totalité issu de l’article de Wikipédia en russe intitulé « Адмирал Макаров (крейсер) » (voir la liste des auteurs).